# Francis James Jackson

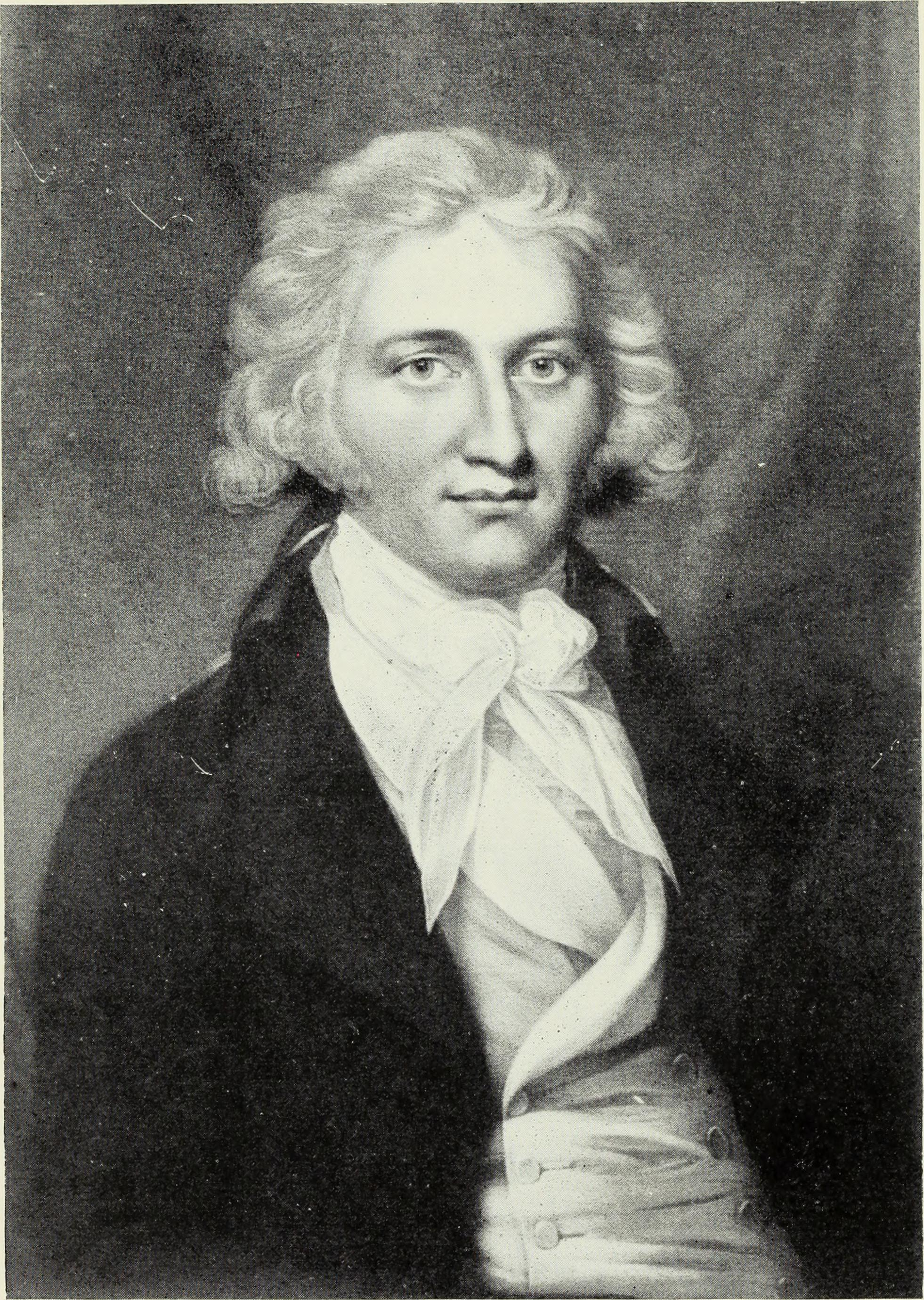
Francis James Jackson

Francis James Jackson (ur. w grudniu 1770, zm. 5 sierpnia 1814) – brytyjski dyplomata.
W latach 1772–1783 zajmował się sprawami wynajmu żołnierzy od niemieckich armii poszczególnych księstw (min. armia najemna Hesji-Kassel) do walki przeciw zbuntowanym amerykańskim kolonistom. Przez kilka miesięcy roku 1796 był brytyjskim ambasadorem w Konstantynopolu.
W latach 1802–1806 poseł brytyjski w Berlinie. W 1806 roku musiał uciec zanim do stolicy Prus wkroczy Napoleon Bonaparte. W latach 1809–1811 brytyjski ambasador w USA.

## Literatura
- H. M. Chichester, Jackson, Francis James (1770–1814) rev. H. C. G. Matthew, 2004.